# Gare de Rognac
Gare de Rognac vasútállomás Franciaországban, Rognac településen.

## Vasútvonalak
Az állomást az alábbi vasútvonalak érintik:
- Párizs–Marseille-vasútvonal
- Rognac-Aix-en-Provence-vasútvonal
- Rognac–Aix-en-Provence-vasútvonal

## Kapcsolódó állomások
A vasútállomáshoz az alábbi állomások vannak a legközelebb:
- Gare de Berre
- Gare de Vitrolles-Aéroport-Marseille-Provence
- Gare de Saint-Chamas